# Nicolas Roussellier
Pour les articles homonymes, voir Roussellier.
Nicolas Roussellier est un historien français né en 1963,.
Spécialiste d'histoire politique, il est notamment l'auteur d'un ouvrage de référence sur le pouvoir exécutif en France, La Force de gouverner (2015).

## Biographie
Ancien élève de l'École normale supérieure de Saint-Cloud (promotion 1983), Nicolas Roussellier réussit l'agrégation d'histoire en 1986, puis est diplômé de l'Institut d'études politiques de Paris (section politique, économique et sociale) en 1987. Il soutient en 1992 une thèse de doctorat sous la direction de Serge Berstein, puis en 2006 un mémoire d'habilitation à diriger des recherches.
Chargé de recherche à l'Institut d'histoire du temps présent (1991-1993), puis maître de conférences à l'IEP de Paris (depuis 1993), il préside le conseil scientifique de la Fondation Charles-de-Gaulle.
Il est également conseiller de rédaction à la revue Études.

### Famille et vie personnelle
Issu d'une vieille famille cévenole, il est de confession protestante.

## Travaux
Après avoir travaillé sur la genèse de la démocratie française, il s'est concentré sur l'étude de son régime parlementaire.
En 2015, il publie La Force de gouverner, ouvrage de référence sur l'histoire du pouvoir exécutif en France, dans lequel il s'attache à démontrer que la Cinquième République a rompu avec une tradition républicaine fondée sur la souveraineté populaire et la centralité du Parlement. Cet ouvrage marque le retour en force d'une histoire politique délaissée dès sa parution, et comble une lacune de l'historiographie dans ce domaine.

## Publications

### Ouvrages
- L'Europe des libéraux, Bruxelles, Complexe, coll. « Questions au XXe siècle », no 41, 1991, 224 p.  (ISBN 2-87027-401-7)
- Éd. d'Hélène Carrère d'Encausse, L'URSS de la Révolution à la mort de Staline : 1917-1953, Paris, Le Seuil, coll. « Points : histoire », no 179, 1993, 375 p.  (ISBN 2-02-014049-7)
- Le Parlement de l'éloquence : la souveraineté de la délibération au lendemain de la Grande guerre, Paris, Presses de Sciences Po, 298 p.  (ISBN 2-7246-0713-9)  — thèse de doctorat en histoire remaniée
- La Force de gouverner : le pouvoir exécutif en France (XIXe – XXIe siècles), Paris, Gallimard, coll. « NRF Essais », 2015, 827 p.  (ISBN 978-2-07-044228-7)  — mémoire d'habilitation à diriger des recherches en histoire remanié Prix Guizot[12] et prix Charles-Aubert de droit[13] en 2016

### Traduction
- Charles Cogan (préf. Hubert Védrine), Diplomatie à la française [« French Negotiating Behavior: dealing with la Grande nation »], Paris, Jacob-Duvernet, 2005, 375 p.  (ISBN 2-84724-093-4)